# 矢島局
矢島局（やじまのつぼね、生没年不詳）は、江戸時代の幕府4代将軍・徳川家綱付きの御年寄である。旗本矢島氏の祖。父は木曽氏流八島氏。夫は豊田清左衛門。名跡相続者は矢島義充（豊田清左衛門の子）。

## 生涯
近江国八島を発祥とする木曽氏の支流である八島氏の出身で牧野備前守の家臣である豊田清左衛門の妻となる。なお、娘にはお島（のち旗本・牧野八左衛門の妻）がいたとされる。
夫の豊田清左衛門に先立たれた後に寛永18年（1641年）、徳川家光の長男・家綱(幼名: 竹千代)が生まれ、松平信綱が面接を行い家綱の侍女に採用された。後世の記録には乳母として採用されたという記述もあるが、確かな資料からは確認できない（「乳母説」を参照）。
慶安3年（1650年）、家綱が将軍世子として生母・お楽の方と共に西の丸に入ると、矢島も付き添って西の丸大奥に入る。当初は「八島」を称していたが、御年寄の地位に昇って「矢島」と名乗るようになる。
矢島局を家祖として旗本矢島氏が創始され、豊田清左衛門の息子である義充が矢島局の名跡を継承する。義充は寛文7年（1667年）に家綱に召し出されて小姓組士となる。

## 人物
- ドラマや小説では家綱時代の筆頭御年寄として描かれがちだが、寛文10年（1771年）2月22日の「女中法度」（徳川禁令考）の記録によると、当時の大奥は梅、岡野、矢島、川崎の4人の老女の総意によって運営されており[1][2]、矢島局が筆頭であったという事実はない。
- 病弱な家綱に取り入って政治的発言力を有していたという説がある。
- 家綱正室の浅宮顕子と、そのお付きの上臈御年寄である姉小路局や飛鳥井局と対立したとする説もある。こうした経緯から奸智な女性として描かれることが多い。
- 娘のお島を家綱の側室に勧めたともいわれているが、実際にはそのような記録は確認出来ない。

## 乳母説
家綱の乳母として紹介される場合が多いが、矢島局を家綱の乳母と記した当時の記録はなく、「寛政重修諸家譜」にも乳母に類する記述は見られず、老女という扱いである。 
矢島局を乳母と説いているのは「玉輿記」「柳営婦女伝系」といった後世の編纂物であるが、いずれの史料も信憑性は高くないとされている。 また「柳営婦女伝系」における矢島局の記述は「玉輿記」の記述と酷似しており、「玉輿記」を参考に書かれたものと思われる 。
「玉輿記」には矢島局が家綱の乳母に採用されるべく、夫の俸禄を300石と偽り、後日主君である牧野因幡守に事情を話して俸禄を300石に加増してもらったと記されているが、夫である豊田清左衛門は家綱誕生時には既に没しており、また当時の牧野家には因幡守はいないため作られた話である可能性もある 。
実際に家綱の御乳人として記録があるのは飯田之久の妻であった川崎（真現院）であり、また春日局の推挙があった三沢局にも乳母に類する記述が見られる。

## 矢島局が登場する作品

### テレビドラマ
- 徳川の夫人たち　（1967年・テレビ朝日　演：黒柳徹子）
- 大奥　（1968年・関西テレビ　演：木暮実千代）
- 徳川の夫人たち　（1974年・フジテレビ　ライオン奥様劇場　演：上月左知子）
- 服部半蔵 影の軍団　（1980年・関西テレビ　演：奈三恭子）
- 影の軍団 III　（1982年・関西テレビ　演：安岡真智子）
- 大奥　（1983年・関西テレビ　演：大塚道子）
- 大奥妖霊の墓　（1984年・フジテレビ　演：白石加代子）
- 春日局　（1989年・NHK大河ドラマ　演：夏樹陽子）
- 大奥〜誕生［有功・家光篇］　（2012年・ＴＢＳ　演：阪田瑞穂）

### 映画
- 魔界転生　（1981年・東映　演：久保菜穂子）
- 大奥十八景　（1986年・東映　演：絵沢萠子）
- 将軍家光の乱心 激突　（1989年・東映　演：加納みゆき)

### 漫画
- 『大奥』 よしながふみ（白泉社）